# Area micropolitana di Emporia

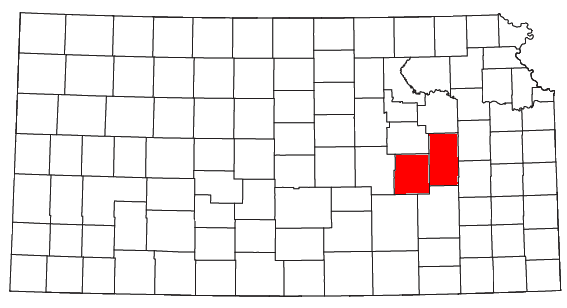
La mappa del Kansas, in rosso l'area micropolitana di Emporia

L'area micropolitana di Emporia, come viene definito dallo United States Census Bureau, è un'area che comprende due contee del Kansas, con "capoluogo" la città di Emporia. Al censimento del 2000, l'area micropolitana aveva una popolazione di 38.965 abitanti (anche se una stima del 1º luglio 2009 riportava 36.399 abitanti).

## Contee
- Chase
- Lyon

## Comunità
- Località con più di 20.000 abitanti
  - Emporia (città principale)

- Località tra 500 e 1.000 abitanti
  - Americus
  - Cottonwood Falls
  - Hartford
  - Olpe
  - Strong City

- Località con meno di 500 abitanti
  - Admire
  - Allen
  - Neosho Rapids
  - Bushong
  - Reading
  - Cedar Point
  - Elmdale
  - Matfield Green

- Comunità non incorporate
  - Bazaar

## Società

### Evoluzione demografica
Secondo il censimento del 2000, la popolazione era di 38.965 abitanti.

### Etnie e minoranze straniere
Secondo il censimento del 2000, la composizione etnica dell'area micropolitana era formata dall'84,33% di bianchi, il 2,17% di afroamericani, lo 0,47% di nativi americani, l'1,89% di asiatici, lo 0,01% di oceanici, il 9,07% di altre razze, e il 2,05% di due o più etnie. Ispanici o latinos di qualunque razza erano il 15,56% della popolazione.